# Дяченко Лука Степанович
Лука Степанович Дяченко (1 липня 1902, село Ясенове Друге, тепер Зеленогірської селищної громади Подільського району Одеської області — ?) — радянський молдавський державний діяч, народний комісар лісової промисловості Молдавської РСР, керуючий справами Ради міністрів Молдавської РСР. Кандидат у члени ЦК КП Молдавії в 1941—1949 та 1966—1976 роках. Депутат Верховної Ради Молдавської РСР 1—5-го та 7—8-го скликань.

## Життєпис
Народився в бідній селянській родині. З 1924 року служив у Червоній армії. Потім — голова сільської ради; член правління районного сільськогосподарського банку; завідувач ощадної каси; керуючий відділення сільськогосподарського банку Любашівського району.
Член ВКП(б) з 1931 року.
До 1933 року — заступник завідувача Любашівського районного земельного відділу Одеської області.
У 1933—1935 роках — слухач Молдавської вищої комуністичної сільськогосподарської школи в місті Тирасполі.
У 1935—1937 роках — начальник відділу Народного комісаріату фінансів Молдавської АРСР; начальник управління Держстраху Молдавської АРСР.
У 1937—1940 роках — керуючий справами Ради народних комісарів Молдавської АРСР.
У серпні 1940 — липні 1941 року — народний комісар лісової промисловості Молдавської РСР.
Під час німецько-радянської війни, з січня 1942 року служив у 21-му гвардійському окремому батальйоні зв'язку Південного фронту, був одним із організаторів молдавських радянських партизанських загонів.
У 1943—1944 роках — заступник комісара 1-го Молдовського партизанського з'єднання, комісар однієї із партизанських бригад Молдавської РСР.
У серпні 1944 — 23 квітня 1948 року — народний комісар (з 1946 року — міністр) лісової промисловості Молдавської РСР.
Одночасно в 1944—1946 роках — керуючий справами Ради народних комісарів Молдавської РСР.
У 1947—1948 роках — постійний представник Ради міністрів Молдавської РСР при Раді міністрів СРСР.
У 1949—1973 роках — керуючий справами Ради міністрів Молдавської РСР.
З 1973 року — персональний пенсіонер у місті Кишиневі.
Подальша доля невідома.

## Звання
- старший політрук
- капітан

## Нагороди
- орден Вітчизняної війни І ст. (25.07.1944)
- орден Трудового Червоного Прапора
- орден Червоної Зірки (18.11.1943)
- орден Дружби народів
- три ордени «Знак Пошани»
- медаль «За перемогу над Німеччиною у Великій Вітчизняній війні 1941—1945 рр.» (1945)
- медаль «За доблесну працю у Великій Вітчизняній війні 1941—1945 рр.» (1945)
- медалі